# إدارة نويفا سيغوفيا
إدارة نويفا سيغوفيا (بالإنجليزية: Nueva Segovia Department) هي إدارة في نيكاراغوا ، عاصمتها هي أكوتال .

## جغرافيا
تقع الإدارة في شمال نيكاراغوا ،وتتاخم الحود مع هندوراس ،تبلغ مساحتها 3٬123 كيلومتر مربع.

### الموقع
ويحدها الإدارات التاية :
- إدارة مدريز
- إدارة خينوتيغا

## ديموغرافيا
يبلغ عدد سكانها 208٬523 نسمة (2012) وتبلغ الكثافة السكانية 60 نسمة \ كم2.